# 杭州神社
杭州神社（こうしゅうじんじゃ）は、現在の中華人民共和国浙江省杭州市にかつて存在した神社である。祭神は天照大神であった。
杭州では日清戦争後、杭州日本租界が創設されたが、市街地から離れてたためにほとんど栄えず、人はまばらだった。しかし、日中戦争で旧日本軍が杭州を占領したのちの1939年10月10日に西湖の湖畔に杭州神社が建立され、鎮座式が行われた。